# دومینیک گنی
دومینیک گنی (فرانسوی: Dominique Gaigne‎؛ زادهٔ ۳ ژوئیهٔ ۱۹۶۱) دوچرخه‌سوار اهل فرانسه است.